# Rise Against Hunger
Rise Against Hunger (precedentemente Stop Hunger Now) è un'organizzazione non-profit fondata nel 1998 negli Stati Uniti d'America e ha circa 350.000 volontari. L'organizzazione si occupa di distribuzione di cibo e altri materiali nei paesi in via di sviluppo. 

## Storia
Rise Against Hunger è stata costituita nel 1998 da Ray Buchanan, un ministro metodista che ha iniziato il suo programma di distribuzione di pasti nel 2005. 

## Scopi
La mission dichiarata dall'organizzazione è "Sconfiggere la fame nel mondo nell’arco della nostra esistenza, distribuendo cibo ed altri aiuti umanitari ai più bisognosi e sensibilizzando l'opinione pubblica affinché il nostro divenga un obiettivo condiviso".
Le attività dell'organizzazione spaziano dalla risposta alle emergenze ai programmi di formazione degli agricoltori e attività di advocacy mirati alla soluzione del problema della fame entro il 2030.
L'organizzazione si occupa anche della distribuzione di pasti preconfezionati all'interno di programmi di sviluppo e di assistenza finanziaria diretta a sostenere i programmi che forniscono cibo, medicinali o altre necessità di base alle popolazioni impoverite.